# Rubens Menin
Rubens Menin Teixeira de Souza (Belo Horizonte, 12 de março de 1956) é um empresário brasileiro. É fundador da CNN Brasil e do Banco Inter, co-fundador e atual presidente da MRV Engenharia, proprietário da Rádio Itatiaia. É também um dos proprietários e acionista majoritário da SAF do Clube Atlético Mineiro, de Minas Gerais.

## Biografia
Filho de Geraldo Teixeira de Sousa e Maura Menin, Rubens é formado em Engenharia Civil pela Universidade Federal de Minas Gerais (UFMG) assim como seu pai e seu avô. Casado e pai de três filhos, ele foi um dos fundadores da MRV em 1979. Graças a programas governamentais voltados para o fornecimento de moraria a pessoas de baixa renda, como Minha Casa, Minha Vida, a MRV se tornou a maior incorporadora da América Latina e uma das maiores do mundo. O sucesso da MRV está intrinsecamente ligado ao sucesso de diversas áreas da economia brasileira, já que a construção civil é crucial para o país.
Além de presidente do conselho da MRV Engenharia, ele também está à frente do conselho do banco Inter, Log Commercial Properties, Urbamais Desenvolvimento Urbano e Abrainc. É considerado um bilionário oculto (prefere não aparecer em listas dos mais ricos do mundo), detentor de uma fortuna estimada em 15,87 bilhões de reais. Também é conhecido por ser fundador do Banco Inter.
A maior parte de sua fortuna se deve pela participação de 32,5% das ações da MRV Engenharia. Além de ter 26,62% das ações do Banco Inter e 40% da Log, empresa de galpões logísticos.
Em junho de 2018, ganhou o prêmio global da Ernst & Young (EY) de melhor empreendedor. Faz parte de um grupo de empresários, conhecido como "4Rs" que de forma colegiada, são proprietários da SAF do Clube Atlético Mineiro. Também neste ano (2018), o empresário fundou a Menin Douro Estates, empresa parte do grupo Menin Wine Company a partir de abril de 2021, que atua no setor de produção de vinhos na região do Douro, em Portugal.
No dia 14 de janeiro de 2019, Menin confirmou que conseguiu o licenciamento da marca CNN para lançar o canal no Brasil. No mesmo dia contratou Douglas Tavolaro, ex-diretor e vice-presidente de jornalismo da RecordTV para o ajudar no projeto.
Em 13 de maio de 2021, o empresário informou que comprou 100% da empresa de radiodifusão Rádio Itatiaia.